# Gitta Magnell
Ingar Birgitta (Gitta) Elisabet Aina Magnell, född den 18 september 1935 på Skälby gård i Kalmar, är en svensk journalist och författare.
Magnell arbetade drygt 20 år som journalist på Dagens Nyheter, där hon bland annat gjort många personporträtt på familjesidan.
Hon gav 2008 ut sin första bok Teo och jag, som är en utlämnande skildring av ett annorlunda barn ur en mors perspektiv. Boken Minnet av hennes sanslösa levnad (2020) bygger på över 50 års dagboksanteckningar och beskrivs av Kristian Lundberg som "inte bara som en angelägen röst om förfluten tid utan lika mycket en skildring av en kvinna som prövar och blir prövad – och som hela tiden vill mer nämligen nå fram till det innersta och det ärliga".
Gitta Magnell är syster till Ola Magnell.